# Judo vid europeiska spelen
Judo vid europeiska spelen är judotävlingar som ingår i de europeiska spelen. Judo var en av de 20 sporter som fanns med vid de första europeiska spelen 2015. Sporten finns med på programmet även under andra upplagan 2019.
Tävlingarna har räknats som officiellt EM i judo både 2015 och 2019.

## Grenar
Vid de första europeiska spelen fanns två grenar för synskadade i programmet. Dessa finns inte med till tävlingarna 2019.
|      |  |    |    |  |  |  |  |  |  |  |  |  |  |  |  |  |  |  |  |  |  |  |  |  |  |  |
| Judo |  | 18 | 15 |  |  |  |  |  |  |  |  |  |  |  |  |  |  |  |  |  |  |  |  |  |  |  |

## Medaljörer

### 2015
Se även Judo vid europeiska spelen 2015.
Herrar
| Gren               | Guld                          | Silver                    | Brons                                                |
| 60 kg              | Beslan Mudranov (RUS)         | Orkhan Safarov (AZE)      | Ludovic Chammartin (SUI) · Amiran Papinashvili (GEO) |
| 66 kg              | Kamal Khan-Magomedov (RUS)    | Loïc Korval (FRA)         | Mikhail Pulyaev (RUS) · Sebastian Seidl (GER)        |
| 73 kg              | Sagi Muki (ISR)               | Nugzar Tatalashvili (GEO) | Rok Drakšič (SLO) · Dirk van Tichelt (BEL)           |
| 81 kg              | Avtandili Tchrikishvili (GEO) | Ivan Nifontov (RUS)       | Alexander Wierczeczak (GER) · Loïc Pietri (FRA)      |
| 90 kg              | Kirill Denisov (RUS)          | Varlam Liparteliani (GEO) | Ilias Iliadis (GRE) · Guillaume Elmont (NED)         |
| 100 kg             | Henk Grol (NED)               | Lukáš Krpálek (CZE)       | Toma Nikiforov (BEL) · Cyrille Maret (FRA)           |
| + 100 kg           | Adam Okruashvili (GEO)        | Or Sasson (ISR)           | Renat Saidov (RUS) · Iakiv Khammo (UKR)              |
| Lag                | Frankrike                     | Georgien                  | Ryssland Ukraina                                     |
| + 90 kg synskadade | Ilham Zakiyev (AZE)           | Oleksandr Pominov (UKR)   | Aleksandr Parasiuk (RUS) · Zakir Mislimov (AZE)      |

Damer
| Gren               | Guld                     | Silver                   | Brons                                             |
| 48 kg              | Charline van Snick (BEL) | Ebru Sahin (TUR)         | Éva Csernoviczki (HUN) · Irina Dolgova (RUS)      |
| 52 kg              | Andreea Chițu (ROU)      | Annabelle Euranie (FRA)  | Mareen Kräh (GER) · Natalia Kuziutina (RUS)       |
| 57 kg              | Telma Monteiro (POR)     | Hedvig Karakas (HUN)     | Nora Gjakova (KOS) · Miryam Roper (GER)           |
| 63 kg              | Martyna Trajdos (GER)    | Tina Trstenjak (SLO)     | Yarden Gerbi (ISR) · Clarisse Agbegnenou (FRA)    |
| 70 kg              | Kim Polling (NED)        | Laura Vargas Koch (GER)  | Bernadette Graf (AUT) · Szaundra Diedrich (GER)   |
| 78 kg              | Marhinde Verkerk (NED)   | Luise Malzahn (GER)      | Anamari Velenšek (SLO) · Guusje Steenhuis (NED)   |
| + 78 kg            | Emilie Andeol (FRA)      | Jasmin Külbs (GER)       | Belkız Zehra Kaya (TUR) · Svitlana Yaromka (UKR)  |
| Lag                | Frankrike                | Tyskland                 | Italien Slovenien                                 |
| + 57 kg synskadade | Inna Cherniak (UKR)      | Sabina Abdullayeva (AZE) | Nataliya Nikolaychyk (UKR) · Ramona Brussig (GER) |

### 2019
Se även Judo vid europeiska spelen 2019.
Herrar
| Gren     | Guld                      | Silver                    | Brons                                                  |
| 60 kg    | Lukhumi Chkhvimiani (GEO) | Francisco Garrigós (ESP)  | Amiran Papinashvili (GEO) · Jorre Verstraeten (BEL)    |
| 66 kg    | Heorhij Zantaraja (UKR)   | Matteo Medves (ITA)       | Bagrati Niniashvili (GEO) · Vazha Margvelashvili (GEO) |
| 73 kg    | Tommy Macias (SWE)        | Rustam Orujov (AZE)       | Hidayat Heydarov (AZE) · Georgios Azoidis (GRE)        |
| 81 kg    | Matthias Casse (BEL)      | Ivaylo Ivanov (BUL)       | Luka Maisuradze (GEO) · Attila Ungvari (HUN)           |
| 90 kg    | Mikail Özerler (TUR)      | Li Kochman (ISR)          | Mehdiyev Mammadali (AZE) · Chusen Chalmurzajev (RUS)   |
| 100 kg   | Arman Adamian (RUS)       | Varlam Liparteliani (GEO) | Elmar Gasimov (AZE) · Cyrille Maret (FRA)              |
| + 100 kg | Guram Tushishvili (GEO)   | Inal Tasoev (RUS)         | Stephan Hegyi (AUT) · Henk Grol (NED)                  |

Damer
| Gren    | Guld                      | Silver                  | Brons                                           |
| 48 kg   | Daria Bilodid (UKR)       | Irina Dolgova (RUS)     | Julia Figueroa (ESP) · Maruša Štangar (SLO)     |
| 52 kg   | Majlinda Kelmendi (KOS)   | Natalia Kuziutina (RUS) | Chelsie Giles (GBR) · Amandine Buchard (FRA)    |
| 57 kg   | Darja Mezjetskaja (RUS)   | Nora Gjakova (KOS)      | Pauline Starke (GER) · Telma Monteiro (POR)     |
| 63 kg   | Clarisse Agbegnenou (FRA) | Alice Schlesinger (GBR) | Sanne Vermeer (NED) · Maria Centracchio (ITA)   |
| 70 kg   | Margaux Pinot (FRA)       | Sanne van Dijke (NED)   | Barbara Matić (CRO) · Anna Bernholm (SWE)       |
| 78 kg   | Klara Apotekar (SLO)      | Guusje Steenhuis (NED)  | Loriana Kuka (KOS) · Madeleine Malonga (FRA)    |
| + 78 kg | Maryna Slutskaya (BLR)    | Larisa Cerić (BIH)      | Iryna Kindzerska (AZE) · Ksenia Tjibisova (RUS) |

Mix
| Gren | Guld     | Silver   | Brons               |
| Lag  | Ryssland | Portugal | Frankrike Österrike |